# 世界あの店この店
『世界あの店この店』（せかいあのみせこのみせ）は、1975年8月1日から1985年10月6日までNETテレビ → テレビ朝日系列局で放送されていた紀行番組である。NETテレビ → テレビ朝日とスポニチテレビニュース社の共同製作。

## 概要
世界各地の食品・衣類などといった様々な店舗を紹介するミニ番組。
放送開始から1982年までオープニングテーマには、ボブ・ジェームスの "Take Me To The Mardi Gras"が使用されていた。
それ以降はシンセサイザーを用いたオリジナルBGMを使用していた。
テレビ朝日では、丸井の一社提供で放送されていたが、出店地域の関係上、ローカルセールスかつ番組販売扱いでの放送となっていた。また、当時丸井が関東以外で出店していた福島県、静岡県でも、スポンサーなし（PT）か別のスポンサーがついていた。
丸井は前番組『スポニチ芸能ニュース』からのスポンサーであり、番組の終了後にスタートした『ニューヨーク情報』のスポンサーも途中まで務めていた（1987年からは富士通に一社提供が交代し、そのまま『世界の車窓から』へ引き継がれる）。

## ナレーター
- 丹羽節子 ほか

## 放送時間
いずれも日本標準時、NETテレビ → テレビ朝日での放送時間。
| 放送期間   | 放送期間   | 放送時間              | 放送時間              | 放送時間              | 放送時間              |
| 放送期間   | 放送期間   | 月曜                  | 火曜 - 金曜           | 土曜                  | 日曜                  |
| ---------- | ---------- | --------------------- | --------------------- | --------------------- | --------------------- |
| 1975.08.01 | 1975.09.30 | 21:55 - 22:00 （5分） | 21:55 - 22:00 （5分） | 22:25 - 22:30 （5分） | 22:55 - 23:00 （5分） |
| 1975.10.01 | 1979.04.06 | 21:54 - 22:00 （6分） | 21:54 - 22:00 （6分） | 22:24 - 22:30 （6分） | 22:54 - 23:00 （6分） |
| 1979.04.07 | 1982.10.03 | 21:54 - 22:00 （6分） | 21:54 - 22:00 （6分） | 22:54 - 23:00 （6分） | 22:54 - 23:00 （6分） |
| 1982.10.04 | 1985.10.06 | 22:48 - 22:54 （6分） | 21:54 - 22:00 （6分） | 22:54 - 23:00 （6分） | 22:54 - 23:00 （6分） |

## ネット局
○は、テレビ朝日系列とクロスネットだった局（テレビ宮崎以外は解消）。△は、丸井が出店していた地域。
- △NETテレビ → テレビ朝日（製作局）
- 北海道テレビ
- ○青森放送 → 青森朝日放送（1991年10月開局直後に放送。ノンスポンサー）
- 東日本放送
- 秋田放送 → 秋田朝日放送（1992年10月開局直後に放送）
- ○山形放送
- ○△福島中央テレビ（1981年9月まで放送。スポンサー差し替え） → △福島放送（1981年9月15日から放送。スポンサー差し替え）
  - 1981年9月中は、福島中央テレビと福島放送の両局で放送していた。開局直前のサービス放送を行っていた福島放送では、夜以外でも日中のステーションブレイク間の穴埋め番組としても放送された。
- ○新潟総合テレビ → 新潟テレビ21
- 長野放送 → ○テレビ信州 → 長野朝日放送（1991年3月の開局直前のサービス放送において、ステーションブレイク間の穴埋め番組として放送）
- △静岡放送 → △静岡県民放送（静岡けんみんテレビ）
- 北日本放送（月曜 - 土曜の23時前後の枠（1975年時点）→金曜 11:25 - 11:30（1980年時点）[5]→日曜 23:25 - 23:30（1988年3月27日まで）[6]にて放送）
- 石川テレビ
- 名古屋テレビ
- 近畿放送 → KBS京都
- サンテレビ
  - KBS京都・サンテレビとも近畿広域圏内の独立局。当該地域のテレビ朝日系列局（準基幹局）である朝日放送（ABC：社名は当番組の放送当時）では当番組を流さなかったが、番組の終了後に『世界の車窓から』を放送している。
- 山陰中央テレビ（ノンスポンサー）
- 広島ホームテレビ（スポンサー差し替え）
- 瀬戸内海放送（ノンスポンサー）
- ○テレビ山口（スポンサー差し替え）
- 四国放送
- テレビ愛媛 → 南海放送
- 長崎放送
- ○テレビ大分
- ○テレビ宮崎（主に16時前の時間帯に放送。ノンスポンサー）
- ○鹿児島テレビ → 鹿児島放送
- 琉球放送